# Nuevo túnel ferroviario bajo el Tiergarten (Berlín)
El Nuevo túnel ferroviario bajo el Tiergarten (Nord-Süd-Fernbahn en alemán), también llamado Conexión norte-sur (Nord-Süd-Verbindung en alemán) es una línea ferroviaria en Berlín que fue abierta al tráfico comercial en 2006.
Se trata de una línea electrificada que es una parte importante del llamado "concepto de hongo" (Pilzkonzept en alemán) adoptado para los servicios ferroviarios regionales y de larga distancia a través de la ciudad.
Las partes norte y sur de la línea son en superficie pero el corazón es un túnel de aproximadamente 3,5 km de largo que se desarrolla bajo el Tiergarten. El túnel incluye el nivel subterráneo de la Estación Central de Berlín y la estación regional de Potsdamer Platz. La sección a nivel del suelo de la línea incluye la estación de Berlín Südkreuz.

## Ruta

### General
La línea es una conexión ferroviaria de cuatro vías entre el Ringbahn (Línea Circular) en el norte, a través de la Estación Central de Berlín (Hauptbahnhof) hasta Südkreuz y el ferrocarril “Anhalt” en el sur. Al norte de la Estación Central la línea se divide en dos líneas de dos vías, una hacia el este y la otra hacia el oeste, ambas conectan con la Línea Circular.
El túnel y la línea hacia el noreste son completamente nuevos, en cambio la conexión hacia el noroeste sigue el curso del ferrocarril “Lehrter. La sección sur discurre a través del ex patio del ferrocarril “Anhalt”.

### Sección norte
La línea comienza en la interconxión “Wedding” en un cruce a desnivel hacia el sudeste desde las vías de la Línea Circular. Luego cruza a través de un viaducto llamado “Überflieger” sobre el canal de navegación Berlin-Spandau, la calle Perleberger, las vías del antiguo ferrocarril “Lehrter” y vías ferroviarias de mercancías. Finalmente una de las vías cruza también sobre la nueva línea ferroviaria “Lehrter”.
Las cuatro vías (las dos de la nueva línea de “Lehrter” y las dos procedentes de la interconexión “Wedding”) descienden con dirección sur por una rampa con pendiente 2,5 por ciento hacia el túnel.

### Túnel
No mucho más allá de la entrada norte del túnel se encuentra el nivel inferior de la Estación Central con sus ocho plataformas. Inmediatamente al sur de la estación la línea pasa bajo el Río Spree. Posteriormente el túnel gira hacia el sudeste hacia la Estación de Potsdamer Platz y luego nuevamente hacia el sur.
A continuación la línea pasa por debajo del canal Landwehr y retorna a la superficie nuevamente a través de una rampa con una pendiente del 3,0 por ciento cerca de la estación Gleisdreieck del U-Bahn .

### Sección sur
Al este de la salida sur del túnel se encuentra el patio de mercancías Anhalter (actualmente fuera de uso). Más al sur la línea discurre paralela al S-Bahn sobre la ruta que anteriormente perteneció al Ferrocarril de Anhalter. Posteriormente cruza el Ringbahn a distinto nivel (Estación Südkreuz) y luego las amplias instalaciones del ex patio de clasificación de Tempelhof.
La línea finaliza en el extremo sur de la interconexión Südkreuz (más de un kilómetro al sur de la Estación Südkreuz) continuando hacia el sur como el Ferrocarril de Anhalter.

## Servicios ferroviarios
La línea solo está habilitada para trenes de pasajeros, los de mercancías no están permitidos. Asimismo para acceder a la misma, los trenes deben tener sistema de retención de líquidos de inodoros y no está permitido el uso de frenos magnéticos. 
Los trenes diesel sólo pueden utilizar la línea en caso de emergencia (como, por ejemplo, el remolque de un tren descarrilado).